# Rafael Nadal i Lacaba
Rafael Nadal i Lacaba (Barcelona, 19 d'abril de 1782 - Barcelona, 8 de març de 1855) va ser un metge, cirurgià i filòsof català.
Va estudiar humanitats, física i medicina a la Universitat de Cervera, on es va doctorar el 1804. Posteriorment, el 1806 es va llicenciar en cirurgia, i aquell mateix any va obtenir una plaça de metge vacant a l'Hospital de la Santa Creu de Barcelona. Va ingressar a l'Acadèmia de Medicina de Barcelona el 1817 i fou secretari de govern d'aquesta els anys 1837 i 1838. Al final dels seus dies li va llegar el seu cor, que encara el conserva. També fou membre de la de Reial Acadèmia de Bones Lletres, regidor de Barcelona i diputat provincial. És autor de nombrosos treballs mèdics, en els quals es mostra partidari d'una medicina empírica. Entre aquests, destaca especialment un treball sobre el suïcidi, que considera causat per trastorns cerebrals. També és autor d'obra escrita extensa. Feu els elogis de Vicenç Grasset i Ramon Merli i Feixes i Jaume Ardèvol. Va mantenir una certa activitat política.